# Scey-sur-Saône-et-Saint-Albin
Scey-sur-Saône-et-Saint-Albin is een gemeente in het Franse departement Haute-Saône (regio Bourgogne-Franche-Comté). De plaats maakt deel uit van het arrondissement Vesoul. Scey-sur-Saône-et-Saint-Albin telde op 1 januari 2022 1.528 inwoners.

## Geografie
De oppervlakte van Scey-sur-Saône-et-Saint-Albin bedroeg op 1 januari 2022 28,25 vierkante kilometer; de bevolkingsdichtheid was toen 54,1 inwoners per km².

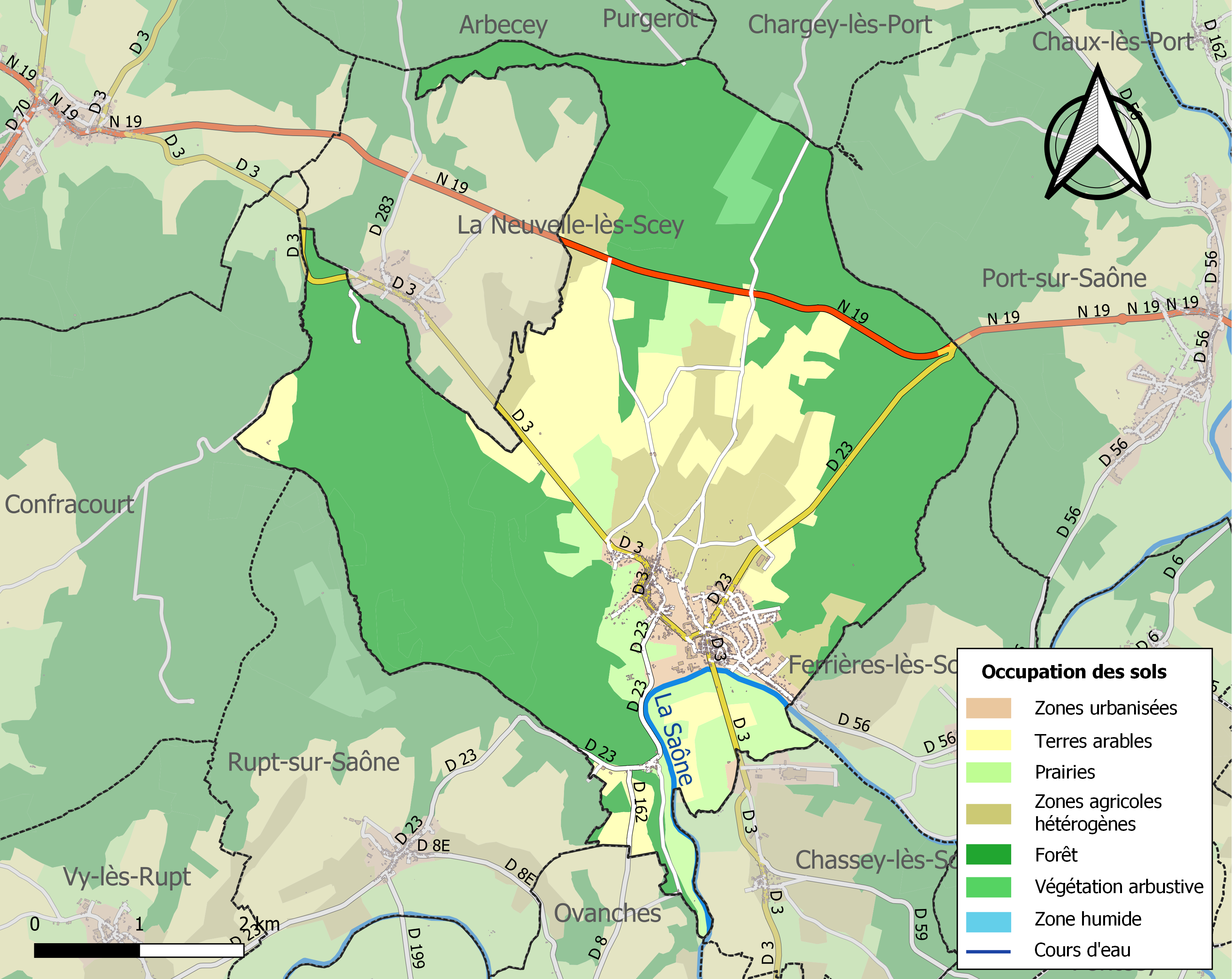
Kaart van de gemeente met de belangrijkste infrastructuur, bodemgebruik en omliggende gemeenten

## Demografie
Onderstaande figuur toont het verloop van het inwonertal (bron: INSEE-tellingen).